# 나쓰카와정
나쓰카와정(撫川町)은 오카야마현 쓰쿠보군에 있던 정이다. 현재의 오카야마시 기타구의 일부에 해당한다.

## 역사
- 1889년 6월 1일 - 정촌제 시행에 의해 쓰우군 나쓰카와촌이 성립하였다.
- 1900년 4월 1일 - 군의 통합에 의해 쓰쿠보군에 소속되었다.
- 1904년 6월 1일 - 정으로 승격해 나쓰카와정이 되었다.
- 1937년 5월 5일 - 기비군 니와세정과 합병해 기비정이 신설하여 폐지되었다.

## 참고문헌
- 角川日本地名大辞典 33 岡山県
- 『市町村名変遷辞典』東京堂出版、1990年。